# Consulat général de Tunisie à Paris
Le consulat général de Tunisie à Paris est une représentation consulaire de la République tunisienne en France. Il est situé rue de Lübeck, à Paris, en Île-de-France.

## Consuls généraux
Les consuls généraux de Tunisie à Paris ont été successivement :
| Date de nomination | Date de nomination | Date de remise des lettres de créance | Date de remise des lettres de créance | Consul général        |
| ------------------ | ------------------ | ------------------------------------- | ------------------------------------- | --------------------- |
| 28 novembre 2011   | [ JORT 1 ]         |                                       |                                       | Ali Arbi Aïdoudi      |
| 15 mai 2013        | [ JORT 2 ]         |                                       |                                       | Karim Azzouz          |
| 14 octobre 2014    | [ JORT 3 ]         |                                       |                                       | Mohamed Bougamra      |
| 23 octobre 2015    | [ JORT 4 ]         |                                       |                                       | Ali Châalali          |
| 12 septembre 2020  |                    |                                       |                                       | Mohamed Taher Arbaoui |
| 5 décembre 2021    |                    |                                       |                                       | Ridha Gharsallaoui    |

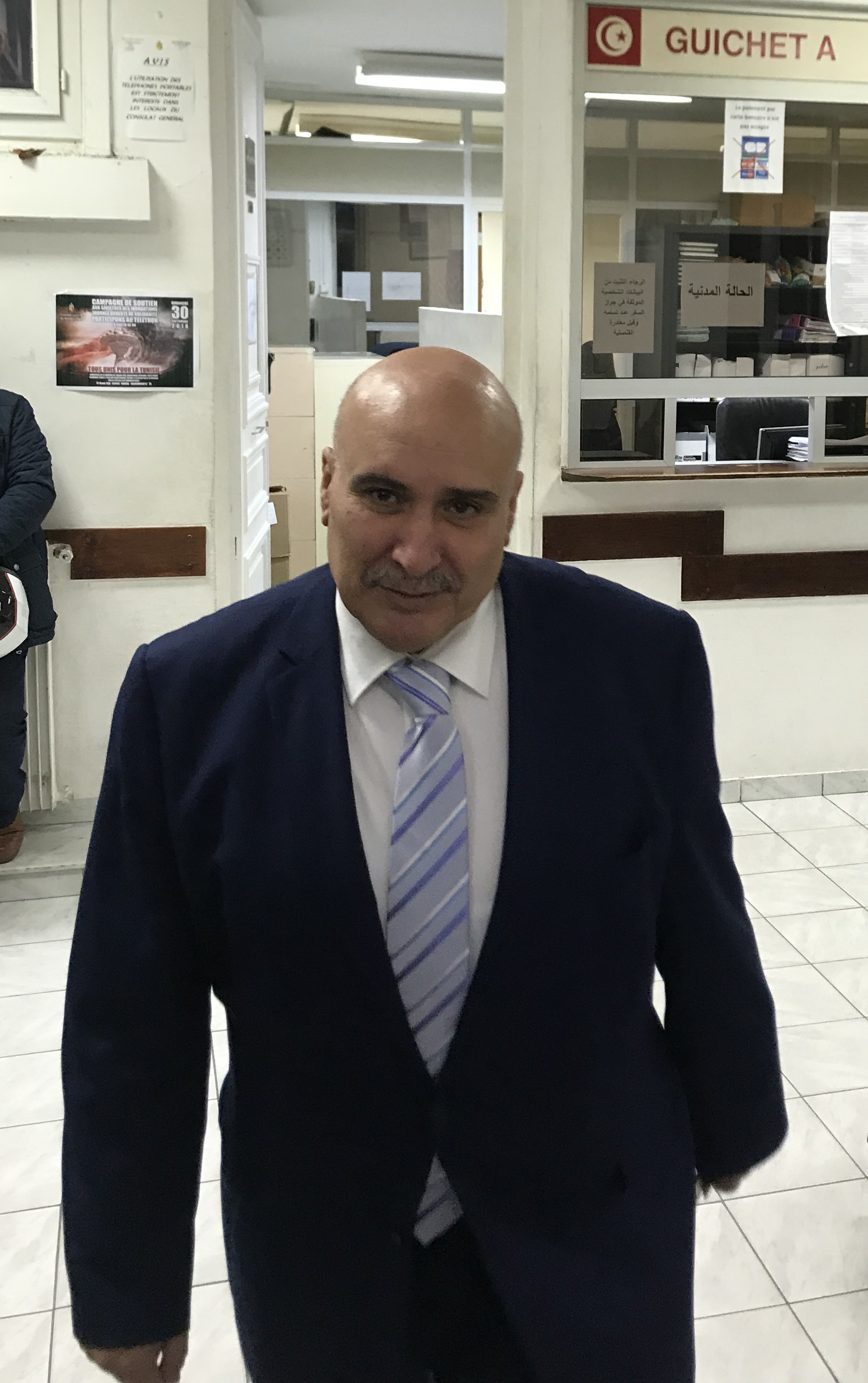
Ali Châalali, consul général de Tunisie à Paris de 2015 à 2019.